# Comuna Pidvîsoke, Novoarhanhelsk
Pidvîsoke (în ucraineană Підвисоке) este o comună în raionul Novoarhanhelsk, regiunea Kirovohrad, Ucraina, formată din satele Pidvîsoke (reședința) și Volodîmîrivka.

## Demografie
Componența lingvistică a comunei Pidvîsoke
     Ucraineană (97,89%)
     Rusă (1,38%)
     Alte limbi (0,6%)
Conform recensământului din 2001, majoritatea populației comunei Pidvîsoke era vorbitoare de ucraineană (97,89%), existând în minoritate și vorbitori de rusă (1,38%).